# Slippery When Wet Tour
Lo Slippery When Wet Tour è stato un tour musicale della rock band statunitense dei Bon Jovi, intrapreso durante il 1986 e il 1987, per promuovere il terzo album in studio del gruppo Slippery When Wet. Fu la prima grande tournée del gruppo, dal momento che toccò più di 100 date, a differenza delle due precedenti (Bon Jovi Tour e 7800º Fahrenheit Tour). Da ricordare come diversi concerti del tour siano stati registrati e trasmessi dal vivo da MTV, fenomeno che favorì ancora di più l'ascesa della band.
La maggior parte delle date del tour in Nord America vennero aperte dagli allora esordienti Cinderella (band scoperta dallo steso Jon Bon Jovi).

## Scaletta
1. Pink Flamingos (Intro)
2. Let It Rock
3. Breakout
4. Tokyo Road
5. You Give Love a Bad Name
6. Wild in the Streets
7. Silent Night
8. Livin' on a Prayer
9. Raise Your Hands
10. [Intermezzo strumentale]
11. In and Out of Love
12. Runaway
13. Wanted Dead or Alive
14. The Boys Are Back in Town (cover dei Thin Lizzy)
15. Get Ready
16. Never Say Goodbye

## Date

### Leg 1: Giappone
- 11/08/1986  - Koseinekin Hall, Nagoya, Giappone
- 12/08/1986  - Fukuoka, Giappone
- 13/08/1986  - Festival Hall, Osaka, Giappone
- 16/08/1986  - Kobe Int'l Hall, Hyogo, Giappone
- 18/08/1986  - Budokan, Tokyo, Giappone

### Leg 2: Europa
- 07/11/1986  - St. George's Hall, Bradford, Regno Unito
- 09/11/1986  - Gaumont Theatre, Ipswich, Regno Unito
- 10/11/1986  - City Hall, Sheffield, Regno Unito
- 11/11/1986  - Odeon Theatre, Birmingham, Regno Unito
- 12/11/1986  - Playhouse Theatre, Edimburgo, Regno Unito
- 14/11/1986  - Apollo Theatre, Manchester, Regno Unito
- 15/11/1986  - City Hall, Newcastle, Regno Unito
- 20/11/1986  - Hammersmith Odeon, Londra, Regno Unito
- 21/11/1986  - Hammersmith Odeon, Londra, Regno Unito
- 22/11/1986  - Hammersmith Odeon, Londra, Regno Unito
- 23/11/1986  - Hammersmith Odeon, Londra, Regno Unito
- 24/11/1986  - Hammersmith Odeon, Londra, Regno Unito
- 25/11/1986  - Royal Court, Liverpool, Regno Unito
- 28/11/1986  - Le Zenith, Parigi, Francia
- 29/11/1986  - Losanna, Svizzera
- 02/12/1986  - Westfalenhalle, Dortmund, Germania
- 03/12/1986  - Eilenriedhalle, Hannover, Germania
- 04/12/1986  - Copenaghen, Danimarca
- 06/12/1986  - Isstadion, Stoccolma, Svezia
- 08/12/1986  - Ice Hall, Helsinki, Finlandia

### Leg 3: Nord America
- 19/12/1986  - Stabler Arena, Allentown, PA, USA
- 20/12/1986  - Stabler Arena, Allentown, PA, USA
- 21/12/1986  - War Memorial Arena, Jonstown, PA, USA
- 26/12/1986  - Civic Centre, Portland, ME, USA
- 27/12/1986  - Centrum Arena,	Worcester, MA, USA
- 29/12/1986  - Civic Center Arena, Baltimore, MD, USA
- 30/12/1986  - Coliseum, New Haven, CT, USA
- 31/12/1986  - Meadowlands Arena, East Rutherford, NJ, USA
- 02/01/1987  - Hershey Arena, Hershey, PA, USA
- 03/01/1987  - Kingston Armory, Wilkes-Barre, PA, USA
- 04/01/1987  - Memorial Auditorium, Utica, NY, USA
- 09/01/1987  - MC Nichols Arena, Denver, CO, USA
- 10/01/1987  - Tingley Coliseum, Albuquerque, NM, USA
- 11/01/1987  - Coliseum, El Paso, TX, USA
- 13/01/1987  - Community Centre, Tucson, AZ, USA
- 14/01/1987  - Coliseum, Phoenix, AZ, USA
- 16/01/1987  - Sports Arena, San Diego, CA, USA
- 17/01/1987  - Thomas & Mack Center, Las Vegas, NV, USA
- 19/01/1987  - Orange Pavilion, San Bernardino, CA, USA
- 21/01/1987  - Long Beach Arena, Long Beach, CA, USA
- 23/01/1987  - Lawlor Center,	Reno, NV, USA
- 24/01/1987  - Cow Palace, San Francisco, CA, USA
- 26/01/1987  - Coliseum, Spokane, WA, USA
- 27/01/1987  - Coliseum, Seattle, WA, USA
- 02/02/1987  - Reunion Arena, Dallas, TX, USA
- 03/02/1987  - Coliseum, Corpus Christi, TX, USA
- 04/02/1987  - Hemis Fair Arena, San Antonio, TX, USA
- 06/02/1987  - Lake Charles Civic Center, Lake Charles, LA, USA
- 07/02/1987  - The Summit, Houston, TX, USA
- 08/02/1987  - Frank Erwin Center, Austin, TX, USA
- 10/02/1987  - Hirsch Coliseum, Shreveport, LA, USA
- 11/02/1987  - Humphreys Coliseum, Starkville, MS, USA
- 12/02/1987  - Mississippi Coast Coliseum, Biloxi, MS, USA
- 14/02/1987  - Sportatorium, Hollywood, FL, USA
- 15/02/1987  - Bayfront Arena, St. Petersburg, FL, USA
- 17/02/1987  - Lee County Arena, Ft. Myers, FL, USA
- 18/02/1987  - Coliseum, Jacksonville, FL, USA
- 21/02/1987  - Hiram Bithorn Stadium, San Juan, Porto Rico
- 24/02/1987  - Myriad Arena, Oklahoma City, OK, USA
- 26/02/1987  - Kemper Arena, Kansas City, MO, USA
- 27/02/1987  - Kiel Auditorium, Saint Louis, MO, USA
- 28/02/1987  - Barton Coliseum, Little Rock, AR, USA
- 02/03/1987  - Market Square Arena, Indianapolis, IN, USA
- 04/03/1987  - Pavilion, Chicago, IL, USA
- 05/03/1987  - Pavilion, Chicago, IL, USA
- 06/03/1987  - Mayo Civic Center, Rochester, NY, USA
- 08/03/1987  - Mecca Arena, Milwaukee, WI, USA
- 10/03/1987  - Cobo Arena, Detroit, MI, USA
- 11/03/1987  - Cobo Arena, Detroit, MI, USA
- 12/03/1987  - Market Square Arena, Indianapolis, IN, USA
- 14/03/1987  - Metro Center, Rockford, IL, USA
- 16/03/1987  - Peoria Civic Center, Peoria, IL, USA
- 19/03/1987  - Cincinnati Gardens, Cincinnati, OHIO, USA
- 20/03/1987  - Cincinnati Gardens, Cincinnati, OHIO, USA
- 21/03/1987  - Rupp Arena, Lexington, KY, USA
- 23/03/1987  - Omni, Atlanta, GA, USA
- 24/03/1987  - Omni, Atlanta, GA, USA
- 25/03/1987  - Charlotte Coliseum, Charlotte, NC, USA
- 27/03/1987  - Pittsburgh Civic Arena, Pittsburgh, PA, USA
- 28/03/1987  - War Memorial Arena, Buffalo, NY, USA
- 30/03/1987  - Richfield Coliseum, Richfield, OHIO, USA
- 31/03/1987  - Huntington Civic Center, Huntington, WV, USA
- 02/04/1987  - Spectrum Philadelphia, PA, USA
- 03/04/1987  - Civic Center Hartford, CT, USA
- 04/04/1987  - Spectrum Filadelfia, PA, USA
- 07/04/1987  - Nassau Coliseum Filadelfia, PA, USA
- 09/04/1987  - Broome County Arena Binghamton, NY, USA
- 10/04/1987  - RPI Fieldhouse Troy, NY, USA
- 11/04/1987  - Civic Center Springfield, MA, USA
- 13/04/1987  - Civic Center Largo, MD, USA
- 15/04/1987  - Spectrum Filadelfia, PA, USA

### Leg 4: Nord America
- 01/05/1987  - Providence Civic Center Providence, RI, USA
- 02/05/1987  - Providence Civic Center Providence, RI, USA
- 03/05/1987  - War Memorial Syracuse, NY, USA
- 05/05/1987  - Civic Arena Pittsburgh, PA, USA
- 06/05/1987  - Richfield Coliseum Cleveland, OH, USA
- 08/05/1987  - Richmond Coliseum Richmond, VA, USA
- 10/05/1987  - Hampton Coliseum Hampton, VA, USA
- 12/05/1987  - Von Braun Civic Center Huntsville, AL, USA
- 13/05/1987  - Civic Coliseum Knoxville, TN, USA
- 14/05/1987  - Jefferson Civic Center Birmingham, AL, USA
- 17/05/1987  - Fairgrounds Des Moines, IA, USA
- 18/05/1987  - St. Louis, MO, USA
- 19/05/1987  - Des Moines, IA, USA
- 21/05/1987  - Indianapolis, IN, USA
- 22/05/1987  - Louisville, KY, USA
- 24/05/1987  - Buckeye Lake Music Center Buckeye Lake, OH, USA
- 26/05/1987  - Joe Louis Arena Detroit, MI, USA
- 27/05/1987  - Joe Louis Arena Detroit, MI, USA
- 29/05/1987  - Joe Louis Arena Detroit, MI USA
- 30/05/1987  - Joe Louis Arena Detroit, MI USA
- 31/05/1987  - Rosemont Horizon Chicago, IL, USA
- 05/06/1987  - Metro Center, Rockford, IL, USA
- 06/06/1987  - Met Center, Bloomington, MN, USA
- 07/06/1987  - Met Center, Bloomington, MN, USA
- 09/06/1987  - Civic Center Arena, Peoria, IL, USA
- 10/06/1987  - 5 Seasons Center, Cedar Rapids, IA, USA
- 11/06/1987  - Kemper Arena, Kansas City, MO, USA
- 25/06/1987  - Shoreline Amphitheater Mountain View, CA, USA
- 26/06/1987  - Shoreline Amphitheater Mountain View, CA, USA
- 27/06/1987  - Shoreline Amphitheater Mountain View, CA, USA
- 02/07/1987  - Vancouver, Canada
- 11/07/1987  - Alpine Valley, WI, USA
- 14/07/1987  - Coliseum, Quebec City, Canada
- 15/07/1987  - Coliseum, Quebec City, Canada
- 23/07/1987  - Hershey Arena, Hershey, PA, USA
- 25/07/1987  - Erie, PA, USA
- 27/07/1987  - Great Woods, MA, USA
- 28/07/1987  - Great Woods, MA, USA
- 29/07/1987  - Great Woods, MA, USA
- 01/08/1987  - Madison Square Garden, New York, NY, USA
- 02/08/1987  - Madison Square Garden, New York, NY, USA
- 03/08/1987  - Madison Square Garden, New York, NY, USA
- 06/08/1987  - East Rutherford, NY, USA
- 07/08/1987  - East Rutherford, NY, USA
- 08/08/1987  - Nassau Coliseum, Nassau, NY, USA
- 09/08/1987  - Nassau Coliseum, Nassau, NY, USA
- 10/08/1987  - Nassau Coliseum, Nassau, NY USA

### Leg 5: Oceania e Giappone
- 05/09/1987  - VIC, Melbourne, Australia
- 06/09/1987  - VIC, Melbourne, Australia
- 07/09/1987  - VIC, Melbourne, Australia
- 08/09/1987  - VIC, Melbourne, Australia
- 09/09/1987  - VIC, Melbourne, Australia
- 10/09/1987  - VIC, Melbourne, Australia
- 12/09/1987  - Brisbane, Australia
- 14/09/1987  - SEC, Sydney, Australia
- 15/09/1987  - SEC, Sydney, Australia
- 16/09/1987  - SEC, Sydney, Australia
- 19/09/1987  - Auckland, Nuova Zelanda
- 24/09/1987  - Budokan, Tokyo, Giappone
- 35/09/1987  - Budokan, Tokyo, Giappone
- 28/09/1987  - Budokan, Tokyo, Giappone
- 29/09/1987  - Budokan, Tokyo, Giappone
- 30/09/1987  - Budokan, Tokyo, Giappone
- 01/10/1987  - Culture Gym, Yokohama, Giappone
- 03/10/1987  - Aichi Gum, Nagoya, Giappone
- 05/10/1987  - Osaka, Giappone
- 06/10/1987  - Osaka, Giappone
- 07/10/1987  - Shizuoka, Giappone

## Formazione
- Jon Bon Jovi - voce, chitarra
- Richie Sambora - chitarra solista, seconda voce, talk box in Livin' on a Prayer
- David Bryan - tastiere, seconda voce
- Alec John Such - basso, seconda voce
- Tico Torres - batteria, percussioni